# Xwela
Ne doit pas être confondu avec Xwla (langue).
Le xwela (ou fera, houeda, peda, phela, phera, xwela-gbe) est une langue gbe parlée au Bénin.

## Écriture
L’orthographe xwela est défini dans l’Alphabet des langues nationales du Bénin.
| Alphabet   | Alphabet | Alphabet | Alphabet | Alphabet | Alphabet | Alphabet | Alphabet | Alphabet | Alphabet | Alphabet | Alphabet | Alphabet | Alphabet | Alphabet | Alphabet | Alphabet | Alphabet | Alphabet | Alphabet | Alphabet | Alphabet | Alphabet | Alphabet | Alphabet | Alphabet | Alphabet | Alphabet | Alphabet | Alphabet | Alphabet | Alphabet |
| ---------- | -------- | -------- | -------- | -------- | -------- | -------- | -------- | -------- | -------- | -------- | -------- | -------- | -------- | -------- | -------- | -------- | -------- | -------- | -------- | -------- | -------- | -------- | -------- | -------- | -------- | -------- | -------- | -------- | -------- | -------- | -------- |
| majuscules | A        | B        | C        | D        | Ɖ        | E        | Ɛ        | F        | G        | GB       | H        | I        | J        | K        | KP       | L        | M        | N        | NY       | O        | Ɔ        | P        | R        | S        | T        | U        | V        | W        | Y        | Z        | X        |
| minuscules | a        | b        | c        | d        | ɖ        | e        | ɛ        | f        | g        | gb       | h        | i        | j        | k        | kp       | l        | m        | n        | ny       | o        | ɔ        | p        | r        | s        | t        | u        | v        | w        | y        | z        | x        |

La nasalisation est indiquée à l’aide de la lettre n après la voyelle ‹ an ɛn in ɔn un ›.